# Печково (Порховский район)
Печково — деревня в центральной части Порховского района Псковской области. Входит в состав сельского поселения «Туготинская волость».
Расположена в 19 км к западу от города Порхов и в 3 км к западу от волостного центра Туготино.
Численность населения составляет 14 жителей (2000 год).